# ملكة جمال الأرض 2016
ملكة جمال الأرض 2016، هي مسابقة ملكة جمال الأرض السادسة عشر في تاريخ مسابقة ملكة جمال الأرض منذ انطلاقتها عام 2001، عقدت مسابقة في 29 أكتوبر 2016 في مول آسيا، باساي سيتي، مترو مانيلا، الفلبين. تنافس 83 متسابقة من مختلف البلدان والأقاليم على لقب الجمال المرموق والمطمع لهذا العام تحت شعار «تمكين لإحداث تغيير».
توجت أنجيليا أونج، ملكة جمال الأرض 2015 في الفلبين، بخلفها كاثرين إسبين من الإكوادور في مسابقة ملكة جمال الأرض عام 2016 ، وحصلت على لقب ملكة جمال الأرض في الإكوادور بعد فوزها في عام 2011.
تتميز طبعة هذا العام أيضًا بالتاج المصقول والمعدّل حديثًا الذي صممه صانع المجوهرات رامونا هار. التصميم الأصلي للتاج من نسخة المسابقة لعام 2009 لتعزيز المظهر العام للتاج وله علاقة حميمة برأس الفائز. تم إعلان التأكيد من قبل مؤسسة ملكة جمال الأرض من خلال حسابها الرسمي على فيسبوك في 30 يونيو 2016.

## النتائج

### المراكز النهائية
| النتائج النهائية                  | المتنافسة |
| --------------------------------- | --- |
| ملكة جمال الأرض 2016              | - الإكوادور - كاثرين إسبين |
| ملكة جمال الهواء (الوصيفة الأولى) | - كولومبيا - ميشيل غوميز |
| ملكة جمال الماء (الوصيفة الثانية) | - فنزويلا - ستيفاني دي زورزي |
| ملكة جمال النار (الوصيفة الثالثة) | - البرازيل - برونا زاناردو |
| ملكة جمال النار (الوصيفة الثالثة) | - الولايات المتحدة - كورين ستيلاكس |
| أفضل 8                            | - روسيا - ألكساندرا تشيريبانوفا - السويد - كلوي سيكويا سكارني - فيتنام - نام إم نغوين |
| أفضل 16                           | - أستراليا - ليندل كين - إنجلترا - لويزا بيرتون - إيطاليا - دنيس فريغو - كوريا - تشاي يونغ لي - ماكاو - كلوفير تشو - المكسيك - إتزل أستوديلو - إيرلندا الشمالية - جوليان مكسترافيك - جنوب أفريقيا - نوزيفو ماغاغولا |

## الروابط الخارجية
- موقع ملكة جمال الأرض الرسمي
- مؤسسة ملكة جمال الأرض
- مؤسسة ملكة جمال الأرض أطفال أحب كوكبي